# Холокост в Кричевском районе
Холокост в Кри́чевском районе — систематическое преследование и уничтожение евреев на территории Кричевского района Могилёвской области оккупационными властями нацистской Германии и коллаборационистами в 1941—1944 годах во время Второй мировой войны, в рамках политики «Окончательного решения еврейского вопроса» — составная часть Холокоста в Белоруссии и Катастрофы европейского еврейства.

## Геноцид евреев в районе
Кричевский район был полностью оккупирован немецкими войсками в июле 1941 года, и оккупация продлилась более двух лет — до 30 сентября 1943 года. Нацисты включили Кричевский район в состав территории, административно отнесённой к зоне армейского тыла группы армий «Центр». Комендатуры — полевые (фельдкомендатуры) и местные (ортскомендатуры) — обладали всей полнотой власти в районе.
Для осуществления политики геноцида и проведения карательных операций сразу вслед за войсками в район прибыли карательные подразделения войск СС, айнзатцгруппы, зондеркоманды, тайная полевая полиция (ГФП), полиция безопасности и СД, жандармерия и гестапо.
Во всех крупных деревнях района были созданы районные (волостные) управы и полицейские гарнизоны из коллаборационистов. Бургомистром района стал П. З. Киселёв, бургомистром Кричева — С. Р. Кривоносов, начальником полиции — Я. Д. Матвеенко.
Одновременно с оккупацией нацисты и их приспешники начали поголовное уничтожение евреев. «Акции» (таким эвфемизмом гитлеровцы называли организованные ими массовые убийства) повторялись множество раз во многих местах. В тех населенных пунктах, где евреев убили не сразу, их содержали в условиях гетто вплоть до полного уничтожения, используя на тяжелых и грязных принудительных работах, от чего многие узники умерли от непосильных нагрузок в условиях постоянного голода и отсутствия медицинской помощи.
За время оккупации практически все евреи Кричевского района были убиты, а немногие спасшиеся в большинстве воевали впоследствии в партизанах. Летом 1941 года 150 евреев под руководством Сони Примак оказали сопротивление, не подчинились приказу немцев перебраться в гетто в Кричеве и скрылись в лесу. Они обратились в соседний партизанский отряд с просьбой принять их, но получили отказ и без поддержки вскоре были убиты карателями.
Евреев в районе убивали в Кричеве, Антоновке, Баевке, Молятичах, Шаевке, у деревни Прудок и других местах.

## Гетто
Оккупационные власти под страхом смерти запретили евреям снимать желтые латы или шестиконечные звезды (опознавательные знаки на верхней одежде), выходить из гетто без специального разрешения, менять место проживания и квартиру внутри гетто, ходить по тротуарам, пользоваться общественным транспортом, находиться на территории парков и общественных мест, посещать школы.
Реализуя нацистскую программу уничтожения евреев, немцы создали на территории района 3 гетто.
- В гетто деревни Антоновка Молятичского сельсовета (лето 1941 — декабрь 1941) были убиты более 30 евреев.
- В гетто города Кричев (лето 1941 — ноябрь 1941) были замучены и убиты более 360 евреев.
- В гетто деревни Молятичи (лето 1941 — ноябрь 1941) были убиты около 100 евреев.

## Случаи спасения и «Праведники народов мира»
В Кричевском районе пять человек были удостоены почетного звания «Праведник народов мира» от израильского мемориального института «Яд Вашем» «в знак глубочайшей признательности за помощь, оказанную еврейскому народу в годы Второй мировой войны». Это Ларин Виктор, Васина (Ларина) Лилия, Писарева Мария, Писарева Раиса и Веселина-Ткачева Фекла — которые спасли Фейгину (Вертлиб) Елену и Незнанскую Миру в деревне Антоновка.

## Память
Опубликованы неполные списки жертв геноцида евреев в Кричевском районе.
Убитых евреев Антоновки после войны перезахоронили на бывшем еврейском кладбище. В 2004 году ученики молятичской средней школы на этом месте установили памятник в виде дерева с обрубленными ветвями и с надписью, что это памятник всем погибшим мирным жителям деревни.
В Молятичах один десяти-одиннадцатилетний мальчик смог убежать в лес во время расстрела и выжил. После войны он приехал из Ленинграда и за свой счёт поставил на бывшем еврейском кладбище памятник евреям Молятичей. В 1975 году в центре Молятичей установили скульптуру «Воин с ребёнком» в честь освободителей деревни с именами погибших мирных жителей — в том числе, и евреев. В 2004 году педагоги и ученики молятичской средней школы установили новый памятник на братской могиле местных евреев. В 2017 году в поселке недалеко от здания сельсовета был установлен памятник евреям Антоновки, убитым 14 ноября 1941 года.
Михлин из Ленинграда, у которого в Кричеве около льнозавода был расстрелян отец, после войны организовал перезахоронение останков убитых на еврейское кладбище и поставил там памятник. Также, судя по воспоминаниям, часть останков из братской могилы у льнозавода были перенесены в место, где потом возвели Курган памяти на улице Комсомольской. Ещё один памятник в Кричеве установлен возле проходной кричевского цементно-шиферного завода, где находился лагерь военнопленных и где были расстреляны многие евреи Кричева. Также в Кричеве памятник установлен в районе цементного завода на улице Фрунзе.
В полукилометре к северо-западу от деревни Прудок были убиты более тысячи человек, в том числе, и евреев. В 1982 году на этом месте возведён мемориальный комплекс.